# Virginie Boutin
Virginie Boutin (née le 1er janvier 1980  à Paris) est une photographe et écrivain française se rattachant au courant de la photographie plasticienne.

## Biographie
De 2000 à 2006, Virginie Boutin suit des études à l'université Paris Sorbonne-Paris IV, dans le cadre du Master 2 Arts à la faculté des Lettres et Sciences humaines.
Virginie Boutin se définit elle-même comme une « artiste-essayiste » dont la pensée est l'objet de réflexion. À l'occasion de résidences d'artistes, elle mène des recherches plastiques et réalise des mises en scène photographiques, s'attachant à photographier sans sujet. Dans son œuvre, elle essaye de représenter la pensée, afin de la rendre sensible. Elle définit ainsi sa démarche : « Mon travail ne consiste pas à représenter le réel mais à représenter la pensée au sein du réel. » Elle crée, à partir de matériaux hétéroclites les plus improbables, des images qui sont des concepts sensibles cherchant à donner à voir le processus réflexif. L'image met en forme et traduit l'abstraction des idées.
Ses recherches esthétiques sont indissociables de l'écriture. En 2008, elle publie dans la collection « Ouverture philosophique » aux Éditions L'Harmattan un essai intitulé Petite scénologie de la pensée : Expérience sur l'idiopathie humaine, dans lequel elle essaye de mettre en scène la pensée comme art de rendre le monde pensable. Elle collabore par ailleurs à plusieurs revues universitaires, notamment la revue Plastir, dans laquelle elle publie en 2014 sous le titre Pensoir de poche, fragments d'une pensée à l'œuvre, la première partie de ses notes de travail, qu'elle définit comme un « manifeste pour un art de penser. »
Avec le photographe Nicolas Duprey, elle imagine « Évolution », concept d'une agence de création et communication « qui conjugue les talents pour révéler ceux de ses clients », à qui elle propose de « faire de leur vie une œuvre. »
Virginie Boutin vit et travaille à Saint-Piat, en Eure-et-Loir.

## Essais
- Petite scénologie de la pensée : Expérience sur l'idiopathie humaine, collection « Ouverture philosophique », 126 pages, Éditions L'Harmattan, Paris, 2008  (ISBN 978-2-29606-565-9)
- Pensoir de poche, fragments d'une pensée à l'œuvre, revue Plastir, n° 37, 12/2014

## Quelques œuvres
- L'Obscure clarté, 2016
- La Grande foire, 2016
- Et la lumière fut, 2016
- Invitez la mort à dîner, elle n’en sera que plus digeste…, 2016
- Gravité, 2016
- Foi ambiante, 2016
- Point de vue, 2016
- Corpstrait, 2016
- La Contemplation, 2016
- L'Invitation, 2016
- La Rencontre, 2016
- L'Écrivain, 2016
- Point de détail, 2016
- Génocide, 2016
- Misogynies, 2016
- L'Autoportrait, 2016
- Hiatus, 2016
- Dissection, 2016
- Temps pis, 2016
- Crâne-rit, 2016
- Psyché, 2017
- Dyade, 2017
- Vanitas, 2017
- Les Maux dits, 2017
- Imago, 2017
- L'Hébétement, 2017
- Gravité, 2017
- Théâtre de poche, 2017
- L'excès de zèle, 2017
- La Lourdeur du vide, 2017
- Péché d'origine, diptyque, 1. L'immaculée conception, 2017
- Péché d'origine, diptyque, 2. L'hominisation, 2017
- Le Réel, l'imaginaire et l'illusion, 2018
- Muséum, 2018
- Se frayer son chemin, 2018
- Genèse 1:27 et fin, 2018
- Calvaire, 2018
- Mondanités, 2018
- Idolâtrie & Textolâtrie, diptyque, 2018
- La Mesure de toute chose, ou l'Orgueil sans limite, 2018
- Être un corps pensant - Hommage à ma mère, 2018
- Se (dé)saisir", série, 2019
- Se regarder se voir, série, 2021
- Autofictions, série, 2022
- DisparÊtre", série, 2022
- S'interDire, série, 2022